# Ломато (Долина Аосте)
Ломато је насеље у Италији у округу Долина Аосте, региону Долина Аосте.
Према процени из 2011. у насељу је живело 52 становника. Насеље се налази на надморској висини од 1331 м.